# Phlaeoba abbreviata
Phlaeoba abbreviata är en insektsart som beskrevs av Willemse, C. 1931. Phlaeoba abbreviata ingår i släktet Phlaeoba och familjen gräshoppor. Inga underarter finns listade i Catalogue of Life.